# Pimelea humilis
Pimelea humilis är en tibastväxtart som beskrevs av Robert Brown. Pimelea humilis ingår i släktet Pimelea och familjen tibastväxter. Inga underarter finns listade i Catalogue of Life.